# Owłosienie ciała
Owłosienie ciała – pokrycie ciała człowieka włosami rozumiane jako ogół wszystkich włosów na ciele lub w ograniczeniu do włosów dojrzałych rozwijających się w okresie dojrzewania i po nim nie wliczając mało widocznych włosów meszkowych.

## Rozwój i wzrost owłosienia poza głową

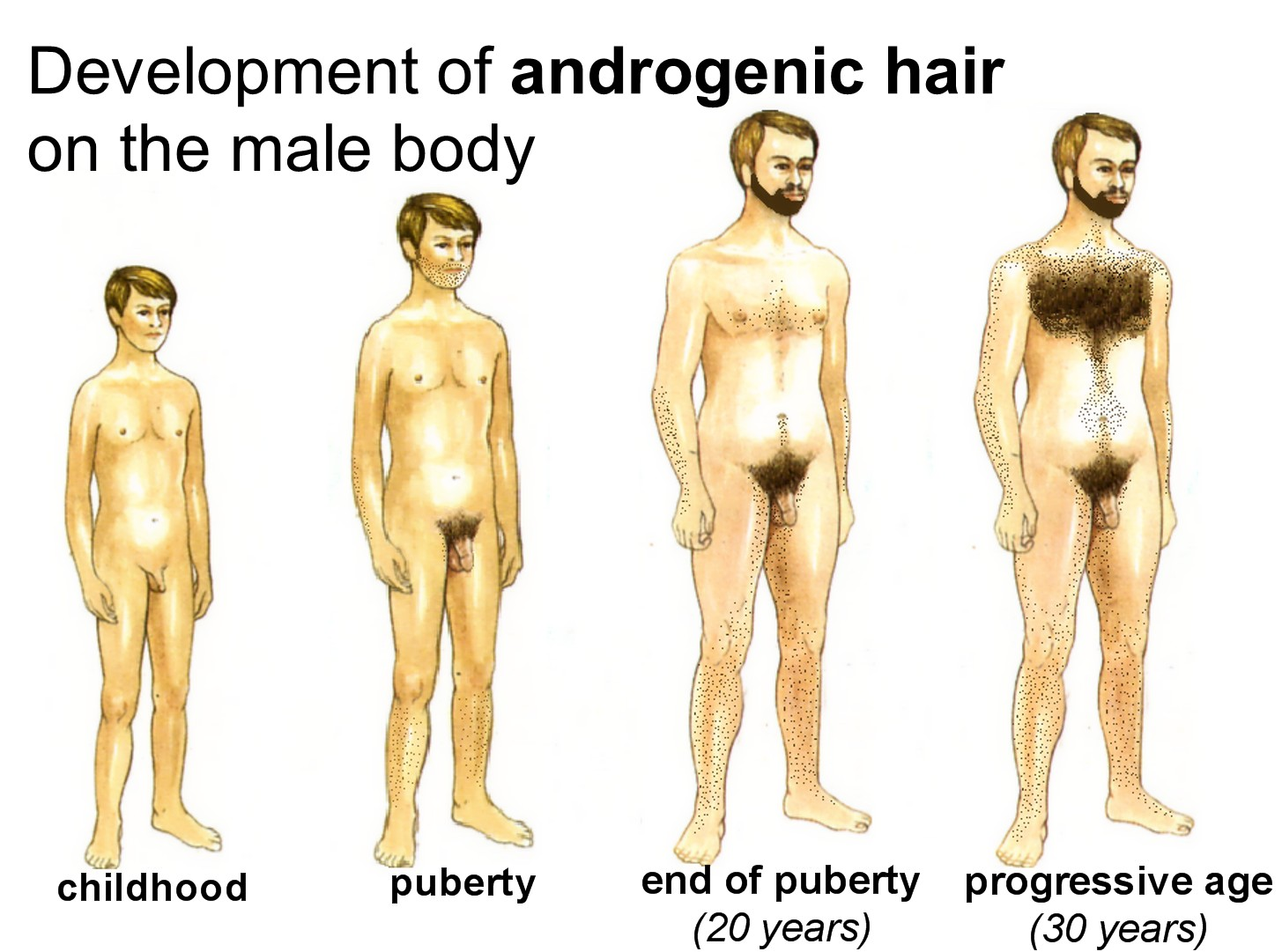
Rozwój owłosienia u mężczyzn

Miejsca występowania owłosienia u kobiet i mężczyzn

Rozwój owłosienia zależy przede wszystkim od poziomu androgenów – hormonów płciowych występujących u mężczyzn, a także w małym stopniu u kobiet. Różnica poziomu androgenów jest przyczyną większego owłosienia u mężczyzn i mniejszego u kobiet, co jest jedną z cech dymorfizmu płciowego u ludzi. Specyficzne owłosienie ciała, zarówno u kobiet, jak i u mężczyzn, jest trzeciorzędową cechą płciową.
Pojawienie się owłosienia ciała jest spowodowane rosnącym poziomem androgenów w czasie dojrzewania. Wzrastający poziom tego hormonu jest powodem przekształcania się włosów meszkowych w dojrzałe w kilku częściach ciała. Meszek reaguje na androgeny, a przede wszystkim na testosteron i jego pochodne. Różne obszary ciała reagują z różną wrażliwością na te hormony. Gdy poziom testosteronu wzrasta, porządek pojawiania się dojrzałego owłosienia odzwierciedla stopień wrażliwości na androgeny. Najwrażliwszym miejscem są okolice łonowe, więc właśnie tam dojrzałe włosy rosną najpierw.
Obszarami ludzkiego ciała, gdzie rozwija się dojrzałe owłosienie w czasie wzrostu poziomu androgenów u obojga płci, są okolice łonowe i pachowe. Z powodu zahamowania wzrostu stężenia tych hormonów u kobiet już w wieku 11-12 lat, zazwyczaj tylko u mężczyzn występuje dojrzałe owłosienie w innych miejscach. Objawia się tutaj dymorfizm płciowy w ilości i miejscu występowania rozwiniętego owłosienia. Mężczyźni mają więcej dojrzałych włosów (szczególnie na twarzy, klatce piersiowej, brzuchu oraz nogach i rękach), a kobiety natomiast więcej włosów meszkowych. Uwarunkowania genetyczne decydują o tempie wzrostu owłosienia.

## Utrata owłosienia w procesie ewolucji
W odróżnieniu od innych naczelnych człowiek stał się prawie nagi w procesie ewolucji. Wskazuje się na kilka hipotez dotyczących utraty włosów:
- lepsze radzenie sobie z pasożytami, co brał pod uwagę, ale ostatecznie odrzucił Charles Darwin;
- gładka skóra mogła być efektem działania doboru płciowego (seksualnego), na co również wskazywał Darwin;
- wyraźniejsze podkreślenie cech neotenicznych u człowieka jako przedstawiciela naczelnych (koncepcja Lodewijka Louisa Bolka);
- hipotezy dotyczące termoregulacji:
  - usprawnienie termoregulacji przydatne ze względu na długodystansowe biegi podczas polowań: mechanizm termoregulacji poprzez wzmożone pocenie się podczas pogoni u nieowłosionych przedstawicieli Homo pojawił się według Niny Jablonski u gatunku Homo erectus, 1,8 mln lat temu[3];
  - usprawnienie perspiracji ze względu na aktywność żerowania w gorących porach dnia;
  - pozbycie się włosów jako skutek allometrii polegającej na tym, że w procesie ewolucji wzrost ciała nie przekłada się na równoległe zwiększanie się liczby narządów, przez co przy większej powierzchni ciała liczba mieszków włosowych jest taka sama. Przy rzadszych włosach następowało ich pozbywanie się w celu lepszego systemu chłodzenia w warunkach życia na sawannie.

Część badaczy zakładała, że utrata owłosienia, która pojawiła się wraz z częstszym przebywaniem na terenach otwartych, mogła doprowadzić do rozwinięcia dwunożności, ponieważ wyprostowana postawa lepiej chroniła przed promieniowaniem słonecznym. Pozwalało to na utrzymanie stałej temperatury ciała z wykorzystaniem mechanizmu sprawniejszego parowania potu na gołej skórze, co sprzyjało pokonywaniu dłuższych dystansów przy tropieniu zwierzyny. Dwunożność jednak pojawiła się znacznie wcześniej niż długotrwały bieg i chód.

## Owłosienie ciała a atrakcyjność

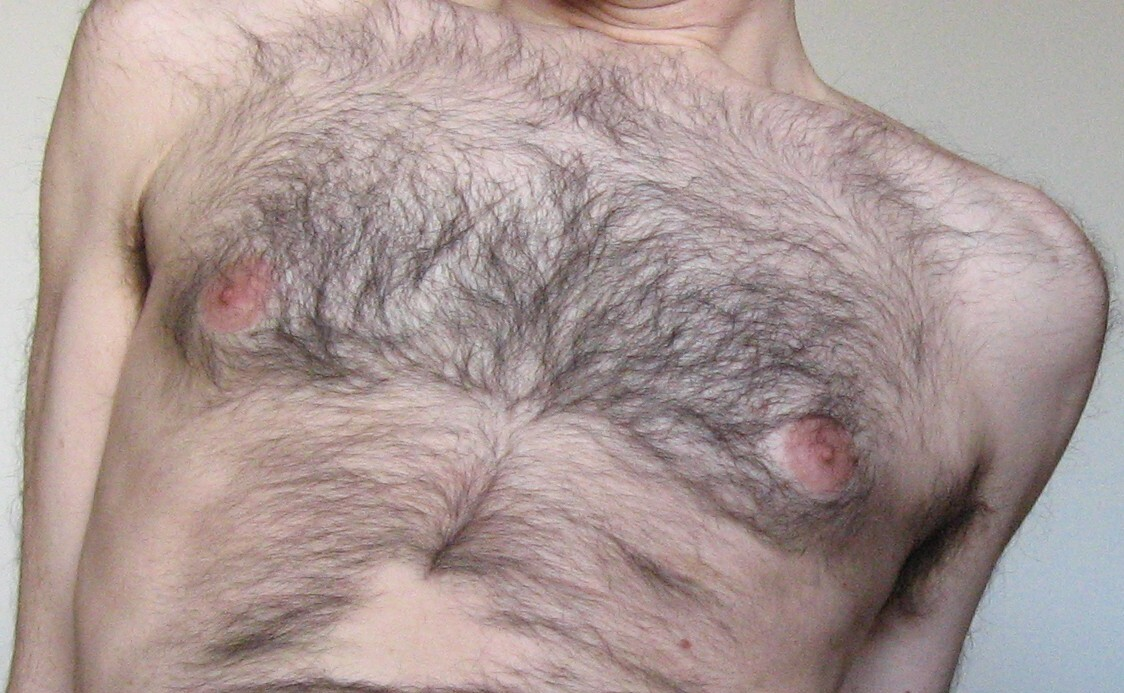
Włosy na klatce piersiowej dorosłego mężczyzny

W badaniach przeprowadzonych w latach dwutysięcznych wykazano, że owłosione klatki piersiowe mężczyzn wpływają na postrzeganie ich większej atrakcyjności przez kobiety w Wielkiej Brytanii i Kamerunie, z kolei w Chinach bardziej atrakcyjne dla kobiet były klatki piersiowe mężczyzn pozbawione owłosienia. Na tego typu atrakcyjność wpływ mogą mieć względy kulturowe oraz częstość występowania u mężczyzn owłosienia w danej populacji. Popkultura kreuje wizerunek mężczyzn bez owłosionej klatki piersiowej, co powoduje skłonność u młodych mężczyzn do jej depilacji. W badaniach dotyczących owłosienia łonowego przeprowadzonych na próbie 1400 kobiet respondentki deklarowały, że je przycinają (25%), golą (23%) lub całkowicie je usunęły (9%). Z kolei w ankiecie internetowej mężczyźni deklarowali preferencje dla zgolonych włosów łonowych u ich partnerek (39%) lub włosów przystrzyżonych (38%). Pozostałe 23% mężczyzn biorących udział w ankiecie nie miało preferencji w tym zakresie lub wolało partnerki z naturalnym owłosieniem.